# إشراق النهدي
إشراق عبد الله فارس النهدي كاتبة عمانية من محافظة ظفار. تعمل صيدلانية وهي رئيسة قسم المستودعات الطبية في مجمع الديوان الصحي. مؤسسة ورئيسة مجلس إشراقات ثقافية وهو صالون أدبي تحت إشراف وزارة الثقافة والرياضة والشباب العمانية. تعد إشراق أحد أعضاء مؤسسي ومعدّي المشروع الثقافي "تونس عمان جسر التواصل"، وهي أحد أعضاء مشروع توثيق الحكايات والأساطير المرتبطة بالأمكنة في محافظة ظفار التابع للتعليم العالي. كما أنها عضو مجلس إدارة الجمعية العمانية للكتاب والأدباء فرع المحافظة من 2017 إلى 2019م، عضو الجمعية العمانية للكتاب والأدباء حاليا، عضو صالون فاطمة العلياني الأدبي، عضو ملتقى القصة القصيرة العربي الإلكتروني، وعضو في اللجنة الشبابية في نادي النصر.

## مؤلفات[2]
| سنة النشر | اسم الكتاب            | النوع      | دار النشر             |
| 2016      | الأحمر                | قصص        | بيت الغشام            |
| 2017      | خرفجت                 | قصص        | بورصة الكتب           |
| 2017      | روزيشيا               | قصص        | بيت الغشام            |
| 2017      | أبجدية أولى ج1        | كتاب جماعي | الآن ناشرون وموزعون   |
| 2018      | أبجدية أولى ج2        | كتاب جماعي | الآن ناشرون وموزعون   |
| 2018      | عندما تورق الكلمات ج1 | كتاب جماعي | الآن ناشرون وموزعون   |
| 2018      | حائط مموج             | قصص        | بورصة الكتب           |
| 2020      | أبجدية أولى ج3        | كتاب جماعي | الآن ناشرون وموزعون   |
| 2020      | عندما تورق الكلمات ج2 | كتاب جماعي | الآن ناشرون وموزعون   |
| 2020      | أمواج ريسوت           | قصص        | الآن ناشرون وموزعون   |
| 2022      | بنت البليد            | قصص قصيرة  | الهالة للنشر والتوزيع |
| 2023      | أيام من مكونو وكورونا | كتاب جماعي | الآن ناشرون وموزعون   |

## أعمالها
قامت إشراق بالمشاركة في إعداد وتأليف عدة كتب جماعية منها: أبجدية أولى جزء 1,2,3، و4. كما ساهمت في إطلاق مجموعة للناشئة بعنوان: عندما تورق الكلمات جزء 1، و2. تأليف كتيبين للأطفال بالتعاون مع الجمعية العمانية للسرطان بعنوان: السر وحديث الأواني. كما أن لها كتاب سرد عربي مشترك مع كتّاب عرب بعنوان: على ضفاف السرد، لها كتاب سرد عربي جماعي مع كتّاب عرب بعنوان: شهود من أهلها، أحاديث الجائحة الصادر من الآن ناشرون وموزعون الأردن، وكتاب سرد جماعي مترجم للإنجليزية من قبل الدكتور: عبد الله الطيب بعنوان (معراج على أجنحة السرد).
شاركت إشراق في كتابة مقالات وعدة مسرحيات وقراءات في كتب منها: كتاب الحوجري لمحمد جداد، سندريلات مسقط لهدى حمد، بحر الزين للكاتبة ثمنة الجندل، رواية طفلة للكاتب خالد الشنفري، والفيومي للكاتب طاهر الزهراني وغيرها...

## مشاركات ثقافية
شاركت إشراق في لجنة تحكيم مسابقة الكاتب الشاب في مديرية التراث والثقافة في محافظة ظفار سابقا. كما أن لها مشاركات على الساحة الثقافية في محافظة ظفار. ومثلت السلطنة في بعض المحافل الثقافية داخل وخارج السلطنة. شاركت إشراق في برنامج المشاء في قناة الجزيرة والأمسيات الثقافية التلفزيونية العمانية والكثير من الحوارات الثقافية في التلفزيون والإذاعة، كما شاركت في حوارات إذاعية في السعودية وتونس والقاهرة: كإذاعة صوت العرب والمنستير وغيرها... نشرت في أغلب الجرائد العربية والمحلية. منها صحيفة المدينة السعودية والجزيرة السعودية والشعب الجزائرية. مجلة زهرة الخليج الإماراتية. شاركت إشراق في تنظيم وإعداد كل فعاليات فريق القصة القصيرة في محافظة ظفار. وهي تحت إشراف وزارة الثقافة والشباب والرياضة. شاركت أيضاً في تنظيم وإعداد كل فعاليات مجلس إشراقات ثقافية. كما ساعدت في تنظيم وتقديم فعاليات الجمعية العمانية للكُـتَّاب والأدبـاء فرع محافظة ظفار من ٢٠١٧ إلى ٢٠١٩. وأيضاً، شاركت في فعاليات وإدارة أمسيات ثقافية في معرض مسقط الدولي للكتاب. كما قدمت العديد من الورشات في كتابة القصة القصيرة في المدارس والكليات.

## حساباتها الشخصية
- Twitter: @eshraqalnahdia
- Instagram: @eshraq_alnahdi